# Lý Điện Huân
Lý Điện Huân (tiếng Trung giản thể: 李殿勋, bính âm Hán ngữ: Lǐ Diànxūn, sinh tháng 11 năm 1967, người Hán) là chính trị gia nước Cộng hòa Nhân dân Trung Hoa. Ông là Ủy viên dự khuyết Ủy ban Trung ương Đảng Cộng sản Trung Quốc khóa XX, hiện là Thường vụ Tỉnh ủy, Phó Bí thư Đảng tổ, Phó Tỉnh trưởng thường vụ Hồ Nam. Ông từng là Bí thư Ủy ban Chính Pháp Tỉnh ủy Hồ Nam; Phó Thị trưởng Trùng Khánh.
Lý Điện Huân là đảng viên Đảng Cộng sản Trung Quốc, học vị Cử nhân Lịch sử, Cử nhân Luật học. Ông có gần 30 năm sự nghiệp công tác ở Trùng Khánh trước khi được chuyển tới Hồ Nam.

## Xuất thân và giáo dục
Lý Điện Huân sinh vào tháng 11 năm 1967 tại huyện Thượng Thái, nay thuộc địa cấp thị Trú Mã Điếm của tỉnh Hà Nam, Cộng hòa Nhân dân Trung Hoa. Ông lớn lên và tốt nghiệp cao trung ở Trung học Thượng Hái, thi cao khảo vào năm 1985 và đỗ Đại học Sư phạm Hoa Đông, tới Thượng Hải nhập học hệ lịch sử của trường từ tháng 9 cùng năm và tốt nghiệp cử nhân chuyên ngành này vào tháng 7 năm 1989. Ngay sau đó, ông tiếp tục học ở hệ pháp luật của Đại học Chính Pháp Tây Nam tại Trùng Khánh nhận thêm bằng cử nhân chuyên ngành luật học vào tháng 7 năm 1991. Lý Điện Huân được kết nạp Đảng Cộng sản Trung Quốc vào tháng 4 năm 1991 tại Chính Pháp Tây Nam, ông từng tham gia khóa tiến tu cán bộ cấp địa, sảnh, cục kỳ 8 giai đoạn tháng 36 năm 2002 tại Trường Đảng Thành ủy Trùng Khánh; tiến tu cán bộ giai đoạn tháng 57 năm 2004 tại Trường Đảng Trung ương Đảng Cộng sản Trung Quốc.

## Sự nghiệp

### Trùng Khánh
Tháng 7 năm 1991, sau khi tốt nghiệp Sư phạm Hoa Đông và Chính Pháp Tây Nam, Lý Điện Huân được phân về Trùng Khánh lúc này thuộc Tứ Xuyên, là cán bộ của Cục Pháp chế Chính phủ Nhân dân thành phố. Trong giai đoạn đầu, ngạch công vụ viên của ông dần dần là phó chủ nhiệm rồi chủ nhiệm khoa viên, đến năm 1997, khi Trùng Khánh được tách khỏi Tứ Xuyên để trở thành trực hạt thị thì Lý Điện Huân chuyển vị trí làm người phụ trách của Phòng Hiệp điều tổng hợp của Văn phòng Pháp chế Chính phủ Trùng Khánh, và là Trưởng phòng từ tháng 4 năm 1998. Giai đoạn 1999–2000, ông có 1 năm được biệt phái làm Tổ trưởng Tổ Phương án chính sách đảm của Văn phòng "Tam loạn" – tham gia giải quyết các vấn đề bất ổn tài chính của thành phố trong thời điểm này. Đến cuối năm 2000, ông được điều chuyển làm Ủy viên Ủy ban Công tác Đảng của Khu Khai phát kỹ thuật kinh tế Trùng Khánh, Phó Chủ nhiệm Ủy ban Quản lý khu vực này, đồng thời kiêm nhiệm làm Cục trưởng Cục Tài chính Trùng Khánh từ tháng 2 năm 2001, và cũng được điều lên trung ương đảm nhiệm vị trí Phó Ty trưởng Ty Pháp chế công nghiệp thương mại và giao thông của Văn phòng Pháp chế Quốc vụ viện trong 6 tháng năm 2002. Tháng 2 năm 2003, ông nhậm chức Bí thư Đảng tổ, Chủ nhiệm Văn phòng Pháp chế Chính phủ Trùng Khánh, kiêm Chủ nhiệm Văn phòng Ủy ban Trọng tài Trùng Khánh từ tháng 9 năm 2003.
Tháng 3 năm 2009, Lý Điện Huân được điều về huyện Khai, nhậm chức Bí thư Huyện ủy, sau đó đến tháng 2 năm 2013 thì chuyển tới quận Nam Xuyên làm Bí thư Quận ủy. Sang tháng 9 năm 2014, ông được bổ nhiệm làm Phó Tổng thư ký Chính phủ Trùng Khánh, Thành viên Đảng tổ Sảnh Văn phòng, rồi chuyển vị trí làm Chủ nhiệm Ủy ban Khoa học Kỹ thuật, Ủy viên Ủy ban Công tác Khoa học Kỹ thuật Thành ủy từ tháng 2 năm 2015. Tháng 1 năm 2018, ông được bầu làm Phó Thị trưởng Trùng Khánh khi 51 tuổi, phải mất 17 năm để trở thành lãnh đạo cấp phó tỉnh mặc dù giữ cấp chính địa với vị trí Cục trưởng Tài chính Trùng Khánh từ năm 2001, khi còn trẻ ở độ tuổi 34.

### Hồ Nam
Tháng 5 năm 2019, Lý Điện Huân được điều tới Hồ Nam, chỉ định vào Ủy ban Thường vụ Tỉnh ủy, nhậm chức Bộ trưởng Bộ Chính Pháp Tỉnh ủy Hồ Nam. Đến ngày 3 tháng 12 năm 2021, ông được bầu làm Phó Tỉnh trưởng thường vụ Hồ Nam, Phó Bí thư Đảng tổ Chính phủ Nhân dân tỉnh Hồ Nam. Cuối năm 2022, ông là đại biểu của đoàn Hồ Nam dự Đại hội Đảng Cộng sản Trung Quốc lần thứ XX. Trong quá trình bầu cử tại đại hội, ông được bầu là Ủy viên dự khuyết Ủy ban Trung ương Đảng Cộng sản Trung Quốc khóa XX.